# Liophidium vaillanti
Liophidium vaillanti är en ormart som beskrevs av Mocquard 1901. Liophidium vaillanti ingår i släktet Liophidium och familjen snokar. Inga underarter finns listade i Catalogue of Life.
Arten förekommer med flera från varandra skilda populationer på Madagaskar. Den lever bland annat i lövfällande skogar, i buskskogar med taggiga växter och i klippiga områden. Honor lägger ägg.
Landskapet där Liophidium vaillanti lever omvandlas till jordbruksmark och betesmarker. Det är oklart hur ormen påverkas. IUCN kategoriserar arten globalt som livskraftig.